# 웨스트제트의 운항 노선
아래는 웨스트 제트의 취항지 목록이다. (2023년 12월 기준)

## 운항 노선

### 아시아

#### 동아시아
- 대한민국
  - 서울 - 인천국제공항[3]
- 일본
  - 도쿄 - 나리타 국제공항[4]

### 유럽

#### 서유럽
- 영국
  - 런던 - 런던 개트윅 국제공항
  - 에든버러 - 에든버러 공항 계절편
- 프랑스
  - 파리 - 파리 샤를 드 골 국제공항
- 아일랜드
  - 더블린 - 더블린 공항 계절편

#### 남유럽
- 스페인
  - 마드리드 - 마드리드 바라하스 국제공항
- 이탈리아
  - 로마 - 레오나르도 다 빈치 국제공항

### 아메리카

#### 북아메리카
- 미국
  - 워싱턴 D.C
    - 워싱턴 D.C - 워싱턴 덜레스 국제공항

  - 네바다주
    - 라스베가스 - 매캐런 국제공항

  - 뉴욕주
    - 뉴욕 - 존 F. 케네디 국제공항

  - 메사추세츠주
    - 보스턴 - 로건 국제공항 계절편

  - 미네소타주
    - 미니애폴리스 - 미니애폴리스 세인트폴 국제공항

  - 미시간주
    - 디트로이트 - 디트로이트 메트로폴리탄 웨인 카운티 공항 계절편

  - 애리조나주
    - 메사 - 피닉스 메사 게이트웨이 공항 계절편
    - 피닉스 - 피닉스 스카이 하버 국제공항

  - 워싱턴주
    - 시애틀 - 시애틀 타코마 국제공항 계절편

  - 일리노이주
    - 시카고 - 시카고 오헤어 국제공항 계절편

  - 조지아주
    - 애틀랜타 - 하츠필드 잭슨 애틀랜타 국제공항

  - 캘리포니아주
    - 로스앤젤레스 - 로스앤젤레스 국제공항
    - 샌디에이고 - 샌디에이고 국제공항
    - 샌프란시스코 - 샌프란시스코 국제공항 계절편
    - 팜스프링스 - 팜스프링스 국제공항
    - 오렌지 카운티 - 존 웨인 공항

  - 콜로라도주
    - 덴버 - 덴버 국제공항 계절편

  - 테네시주
    - 내슈빌 - 내슈빌 국제공항

  - 텍사스주
    - 댈러스 - 댈러스 포트워스 국제공항 계절편
    - 휴스턴 - 조지 부시 인터콘티넨탈 공항 계절편

  - 플로리다주
    - 올랜도 - 올랜도 국제공항
    - 탬파 - 탬파 국제공항
    - 포트로더데일 - 포트로더데일 할리우드 국제공항
    - 포트마이어스 - 사우스 웨스트 플로리다 국제공항

  - 하와이주
    - 호놀룰루 - 호놀룰루 국제공항
    - 코나 - 코나 국제공항 계절편
    - 리후에 - 리후에 공항 계절편
    - 카홀루이 - 카홀루이 공항
- 캐나다
  - 노바스코샤주
    - 핼리팩스 - 핼리팩스 스탠필드 국제공항
    - 시드니 - 시드니 J.A. 더글러스 맥커디 공항

  - 노스웨스트 주
    - 옐로나이프 - 옐로나이프 공항

  - 뉴브런즈윅주
    - 멍크턴 - 그레이터 멍크턴 국제공항

  - 뉴펀들랜드 래브라도주
    - 세인트존스 - 세인트존스 국제공항
    - 디어 레이크 - 디어 레이크 공항

  - 매니토바주
    - 위니펙 - 위니펙 제임스 암스트롱 리처드슨 국제공항 포커스 시티

  - 브리티시컬럼비아주
    - 밴쿠버 - 밴쿠버 국제공항 허브
    - 빅토리아 - 빅토리아 국제공항
    - 애버츠포드 - 애버츠포드 국제공항
    - 킬로나 - 킬로나 국제공항
    - 커먹스 - 커먹스 공군기지
    - 프린스조지 - 프린스조지 공항

  - 서스캐처원주
    - 새스커툰 - 새스커툰 존 G. 디펜베이커 국제공항
    - 리자이나 - 리자이나 국제공항

  - 앨버타주
    - 캘거리 - 캘거리 국제공항 허브
    - 에드먼턴 - 에드먼턴 국제공항 포커스 시티
    - 그랜드프레리 - 그랜드프레리 공항
    - 포트맥머레이 - 포트맥머레이 공항

  - 온타리오주
    - 오타와 - 오타와 맥도널드 카르티에 국제공항
    - 토론토 - 토론토 피어슨 국제공항 허브
    - 런던 - 런던 국제공항
    - 선더베이 - 선더베이 국제공항
    - 워털루 - 워털루 국제공항
    - 해밀턴 - 존 C. 먼로 해밀턴 국제공항
    - 윈저 - 윈저 공항 계절편

  - 유콘 주
    - 화이트호스 - 에릭 닐센 화이트호스 국제공항 계절편

  - 퀘벡주
    - 몬트리올 - 몬트리올 피에르 엘리오트 트뤼도 국제공항 허브

  - 프린스 에드워드 아일랜드 주
    - 샬럿타운 - 샬럿타운 공항
- 멕시코
  - 멕시코시티 - 멕시코시티 국제공항
  - 로레토 - 로레토 국제공항 계절편
  - 마사틀란 - 헤네랄 라파엘 부엘나 국제공항 계절편
  - 만사니요 - 플라야 데 오로 국제공항 계절편
  - 메리다 - 마누엘 크레스센시오 레혼 국제공항 계절편
  - 산호세델카보 – 로스카보스 국제공항
  - 우아툴코 - 바이아스 데 우아툴코 국제공항 계절편
  - 이스타바 – 이스타바 지후아테네 국제공항 계절편
  - 캉쿤 – 캉쿤 국제공항
  - 코수멜 – 코수멜 국제공항 계절편
  - 푸에르토바야르타 – 구스타보 디아스 오르다스 국제공항

#### 중앙아메리카
- 벨리즈
  - 벨리즈시티 - 필립 S. W. 골드슨 국제공항 계절편
- 코스타리카
  - 리베리아 - 다니엘 올드버 쿠토스 국제공항
  - 산호세 - 후안 산타마리아 국제공항 계절편

#### 카리브해
- 네덜란드령 세인트마틴 섬
  - 신트마르틴 - 프린세스 줄리아나 국제공항
- 도미니카 공화국
  - 사마나 - 사마나 엘 카티 국제공항
  - 푸에르토 플라타 - 그레고리온 루페론 국제공항
  - 푼타카나 - 푼타카나 국제공항
- 바베이도스
  - 브리지타운 - 그랜틀리 애덤스 국제공항
- 바하마
  - 나소 - 린덴 핀들링 국제공항
- 버뮤다
  - 해밀턴 - L.F. 웨이드 국제공항
- 세인트루시아
  - 비외포르 구 - 하와노리아 국제공항
- 아루바
  - 오라녜스타트 - 퀸 비어트릭스 국제공항
- 앤티가 바부다
  - 세인트존스 - VC 버드 국제공항
- 자메이카
  - 킹스턴 - 노먼 맨리 국제공항
  - 몬테고베이 - 생스터 국제공항
- 케이맨 제도
  - 조지타운 - 오웬 로버츠 국제공항
- 쿠바
  - 베라델로 - 후안 괄베르토 고메스 공항
  - 산타클라라 - 아벨 산타 마리아 공항
  - 카요코코 - 하르디네스 델 레이 공항
  - 호르헤 - 프랭크 파이스 공항
- 퀴라소
  - 빌렘스타트 - 하토 국제공항 계절편
- 터크스 케이커스 제도
  - 프로비던셜스 - 프로비던셜스 국제공항
- 트리니다드 토바고
  - 포트오브스페인 - 피아르코 국제공항
- 푸에르토리코
  - 산 후안 – 루이스 무노즈 마린 국제공항

## 과거 취항지

### 아메리카

#### 북아메리카
- 미국
  - 뉴어크 - 뉴어크 리버티 국제공항
  - 뉴욕 - 라과디아 공항
  - 뉴올리언즈 - 루이 암스트롱 뉴올리언스 국제공항
  - 마이애미 - 마이애미 국제공항 계절편
  - 새러소타 - 새러소타 브레이든턴 국제공항 계절편
  - 애틀란틱 시티 - 애틀란틱 시티 국제공항
  - 웨스트팜비치 - 팜비치 국제공항 계절편
- 캐나다
  - 수세인트마리 - 수세인트마리 공항
  - 톰슨 - 톰슨 공항
  - 세인트존 - 세인트존 공항

#### 카리브해
- 도미니카 공화국
  - 라로마나 - 라로마나 국제공항 계절편
- 바하마
  - 프리포트 - 그랜드 바하마 국제공항